# Могилёвские епархиальные ведомости
«Могилёвские епархиальные ведомости» — еженедельное издание Могилёвской православной духовной семинарии. Издавались в Могилёве в 1883—1917 гг. на русском языке. Предназначались для Могилёвской православной епархии.

## Структура издания
Имели неофициальный и официальный отделы.
В официальном отделе печатались постановления и распоряжения правительства и местных властей по церковным делам, решения и отчёты Синода, объявления и распоряжения консистории.
В неофициальной части помещались материалы церковно-исторического характера: о деятельности братств (статья Ф. Жудро о Могилёвском Богоявленском братстве, 1889—1890), церковно-приходских школах и других учебных заведениях (о Могилёвском женском духовном училище, 1884, № 20, чтениях по истории Могилёвской епархии при Могилёвской духовной семинарии, 1884, № 35—36), исторические очерки об отдельных монастырях (Чёнско-Макарьевский единоверческий, 1889, № 22—23, Тупичёвский Святодуховский, 1889, № 14—16), воспоминания о могилёвских епископах и др.
Помещали материалы в помощь священникам: как проводить беседы со староверами, как вести борьбу против предрассудков и др. В каждом номере помещалась летопись текущих событий, которые касались различных сторон общественной жизни.

## Редакторы
Редакторы: Д. Тихомиров (с 1883 г.), И. Пятницкий (с 1890 г.), П. Сахаров, А. Малевич.

## Современность
В 1990 году в областной газете «Могилёвские ведомости» начала выходить рубрика «Известия по Могилёвской епархии» (номера с 1 по 9), что фактически означало возобновление выпуска официального епархиального издания. С 1991 года начала издаваться газета «Духовно-просветительное и информационное издание Могилёвской епархии», преобразованная в 2002 году в журнал.